# Cofidis (wielerploeg)/2008
Deze pagina geeft een overzicht van de wielerploeg Cofidis in 2008.
| Naam                  | Geboortedatum | Nationaliteit | Ploeg 2007            |
| --------------------- | ------------- | ------------- | --------------------- |
| Stéphane Augé         | 06-12-1974    | Frankrijk     |                       |
| Alexandre Blain       | 07-03-1981    | Frankrijk     | beloften              |
| Florent Brard         | 07-02-1976    | Frankrijk     | Caisse d'Epargne      |
| Mickaël Buffaz        | 21-05-1979    | Frankrijk     |                       |
| Sylvain Chavanel      | 30-06-1979    | Frankrijk     |                       |
| Kevin De Weert        | 27-05-1982    | België        |                       |
| Jean Eudes Demaret    | 25-07-1984    | Frankrijk     | La Française des Jeux |
| Hervé Duclos-Lassalle | 24-12-1979    | Frankrijk     |                       |
| Samuel Dumoulin       | 20-08-1980    | Frankrijk     | Ag2r Prévoyance       |
| Leonardo Duque        | 10-04-1980    | Colombia      |                       |
| Julien El Fares       | 01-06-1985    | Frankrijk     | beloften              |
| Bingen Fernández      | 15-12-1972    | Spanje        |                       |
| Nicolas Hartmann      | 03-03-1985    | Frankrijk     |                       |
| Maryan Hary           | 27-05-1980    | Frankrijk     |                       |
| Mathieu Heijboer      | 04-02-1982    | Nederland     |                       |
| Yann Huguet           | 02-05-1984    | Frankrijk     |                       |
| Frank Høj             | 04-01-1973    | Denemarken    |                       |
| Sébastien Minard      | 12-06-1982    | Frankrijk     |                       |
| Amaël Moinard         | 02-02-1982    | Frankrijk     |                       |
| David Moncoutié       | 30-04-1975    | Frankrijk     |                       |
| Maxime Monfort        | 14-01-1983    | België        |                       |
| Damien Monier         | 27-08-1982    | Frankrijk     |                       |
| Nick Nuyens           | 05-05-1980    | België        |                       |
| Sébastien Portal      | 04-06-1982    | Frankrijk     | Caisse d'Epargne      |
| Staf Scheirlinckx     | 12-03-1979    | België        |                       |
| Kévin Sireau          | 18-04-1987    | Frankrijk     | beloften              |
| Rein Taaramäe         | 24-04-1987    | Estland       | beloften              |
| Tristan Valentin      | 23-02-1982    | Frankrijk     |                       |
| Rik Verbrugghe        | 23-07-1974    | België        |                       |
| Romain Villa          | 27-04-1985    | Frankrijk     | beloften              |
| Steve Zampieri        | 04-06-1977    | Zwitserland   |                       |

Mannen: 1997 · 1998 · 1999 · 2000 · 2001 · 2002 · 2003 · 2004 · 2005 · 2006 · 2007 · 2008 · 2009 · 2010 · 2011 · 2012 · 2013 · 2014 · 2015 · 2016 · 2017 · 2018 · 2019 · 2020 · 2021 · 2022 · 2023 · 2024 · 2025
Vrouwen:2022 · 2023 · 2024 · 2025
AG2R-La Mondiale · Astana · Bouygues Télécom · Caisse d'Epargne · Cofidis, Le Crédit par Téléphone · Team Columbia · Crédit Agricole · Team CSC · Euskaltel-Euskadi · La Française des Jeux · Team Gerolsteiner · Lampre-Fondital · Liquigas-Bianchi · Team Milram · Silence-Lotto · Quick·Step-Innergetic · Rabobank · Saunier Duval-Scott